# Poste du Pakistan
La Poste du Pakistan (en anglais : Pakistan Post, en ourdou : پاکستان ڈاک) est une entreprise d'État qui fonctionne comme le premier et le plus grand opérateur postal du Pakistan. Quelque 44 000 employés par l'entremise d'une flotte de 5 000 véhicules assurent le service traditionnel « à la porte » à partir de plus de 13 000 bureaux de poste à travers le pays, desservant plus de 50 millions de personnes. L'entreprise fonctionne sous l'égide du « Conseil de gestion des services postaux » pour fournir une gamme complète de services de livraison, de logistique et d'exécution aux clients. 
En plus de son rôle traditionnel, la poste pakistanaise offre également des services tels que l'assurance vie postale et la banque d'épargne postale du Pakistan. Elle exploite également des services pour le compte des gouvernements fédéral et provinciaux, en servant de point de perception pour les factures de taxes et de services publics. Depuis 2010, elle fait face à une situation financière dégradée et à de lourds déficits.

## Histoire

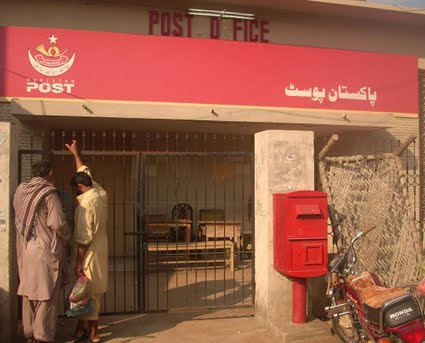
Bureau de poste à Sillanwali.

La poste pakistanaise commence à opérer dans les premiers jours de la création du Pakistan, au cours de la partition des Indes en août 1947. Elle est créée par séparation du Department of Posts indien, établi par les autorités coloniales du Raj britannique en 1854. Les premiers services postaux ont été établis par la Compagnie des Indes orientales par la création de bureaux entre 1764 et 1766 et ceux-ci ouvrent au public à partir de 1774, avant la prise du contrôle par la couronne britannique en 1858 et l’uniformisation des services postaux.
Entre 1947 et 1962, la poste pakistanaise est connue sous le nom Department of Post & Telegraph au sein du ministère de la Communication, avant d'être détachée des services télégraphiques et téléphoniques pour devenir un département indépendant. En novembre 1947, il intègre l'Union postale universelle. Entre 1992 et 1996, les services postaux fonctionnent sous forme d'une entreprise publique, avant de redevenir un département plus tard rattaché au nouveau ministère des Services postaux. Alors que la structure fait face à de lourds déficits, la question de sa privatisation est régulièrement évoquée, mais suscite l'opposition de nombreux salariés qui craignent la disparition de leur emploi.

## Situation financière

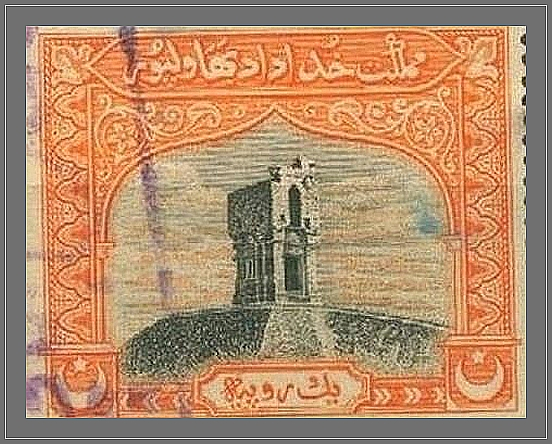
Timbre postal de Bahawalpur.

La Poste pakistanaise compte environ 44 000 employés et près de 13 000 bureaux de poste en 2019, dont plus de 10 000 en milieu rural et 345 ouverts la nuit. Elle dessert environ 20 millions de foyer et 50 millions de personnes par an,. L'entreprise présente un budget équilibré entre 1998 et 2009, mais son déficit va devenir problématique dans les années suivantes. Durant l'année fiscale 2014-2015, l'entreprise a réalisé un chiffre d'affaires de près de dix milliards de roupies pour un déficit de 6,3 milliards. En 2017, le déficit plonge à 9,3 milliards et 12,5 milliards en 2019, pour un chiffre d'affaires de 14,8 milliards,. 
Plusieurs facteurs expliquent l'aggravation du bilan financier de l'entreprise publique. Les tarifs appliqués aux usagers sont longtemps restés inchangés, une taxe alimentant ses recettes a été divisée par trois et les dépenses continuent de progresser sous l'effet de la forte inflation que connait le pays. Celle-ci pèse notamment sur le coût des salaires et retraites des employés, qui représente 71 % des dépenses de la poste,,. Le département est en effet le seul du pays à payer directement les retraites de ses anciens employés, alors qu'elles sont prises en charge par le budget de l’État fédéral ailleurs.